# Gilles Leroy
Pour les articles homonymes, voir Leroy.
Gilles Leroy est un écrivain français né le 28 décembre 1958 à Bagneux (Seine). Il a reçu le prix Goncourt en 2007.

## Biographie
Titulaire d'un baccalauréat en sciences expérimentales en 1975, il intègre hypokhâgne et khâgne au lycée Lakanal à Sceaux, lycée qui jouera un rôle central dans Les Maîtres du monde, roman paru en 1996, sous le nom de « lycée Ducasse ».
Lors de ces deux années de classe préparatoire, il apprend beaucoup grâce à son professeur de lettres Jeanne Allamigeon, qui lui a « ouvert l'esprit ».
Titulaire d'un DEUG en lettres et arts en 1977, il décroche ensuite sa licence, puis sa maîtrise de lettres modernes en 1979.
Gilles Leroy abandonne le cursus universitaire. Il voyage et se passionne pour les littératures américaine et japonaise, qu'il étudie seul.
En juin 2013, alerté par l'équipe municipale de Bagneux, sa ville de naissance et décor de plusieurs de ses romans et nouvelles, il lance un « Appel pour la création d'un grand lycée à Bagneux ». Très étendue, très jeune, la ville à la population diverse et souvent défavorisée ne dispose en effet d'aucun lycée généraliste, condamnant de facto ses enfants à une orientation systématique vers l'enseignement technique et professionnel. « Les enfants de Bagneux méritent aussi l'excellence », écrit Gilles Leroy dans son plaidoyer, rejoint par les écrivains Marie NDiaye, Jean-Marie Gustave Le Clézio et Daniel Pennac, ainsi que par la plupart des élus des Hauts-de-Seine, de gauche comme de droite,. En novembre 2014, avec la maire Marie-Hélène Amiable, il rencontre Jean-Paul Huchon, président de la région Île-de-France, qui retient le projet et lance les premières études de faisabilité.

## Univers littéraire
Dans plusieurs de ses ouvrages (L'Amant russe, Les Maîtres du monde, Les Jardins publics), il introduit de larges parts d'autobiographie et fouille un passé familial trouble afin, selon les critiques, de mieux comprendre sa vie et son propre cheminement dans le siècle. « Comme si ce dernier était un navire en perdition auquel les marins qui le quittent laissent les mémoires de ce qu'il fut ».
Le père est souvent absent de cet univers, la mère à la fois pesante et adorée. La critique littéraire, unanime, salue l'ouvrage Maman est morte, paru en 1990 et réédité plusieurs fois, comme étant « bouleversant ». Ce livre était en fait le récit, sous la forme d'un journal intime, des derniers instants de la mère de l'auteur, emportée à toute allure par un cancer du sein.
Plusieurs de ses romans sont également fortement imprégnés d'homosexualité, de l'esthétisme des personnages masculins, décrivant finement chacun d'eux, leur donnant chair de manière très sensuelle. Dans Les Maîtres du monde, l'auteur décrit avec minutie l'évolution d'un personnage, Joy, atteint d'un bec de lièvre total, dont tombe amoureux le compagnon du narrateur.
Dans Champsecret, roman en forme de journal intime, l'auteur et le narrateur se confondent pour ne faire plus qu'un, puisque les deux se nomment Gilles Leroy et vivent à la campagne avec leur chienne, sans toutefois que soient nettement établies des frontières entre réalité et fiction. L'auteur réfute cependant le terme d'autofiction pour désigner son œuvre : il lui préfère celui d'autographie, en référence à James Joyce.
L'univers de chacun des romans de Gilles Leroy est fait à la fois de tendresse et de violence, de mosaïques et de critiques sociales au vitriol, dans lesquelles l'enfance est souvent cruelle et l'occasion de souffrances intimes.
En 2007, Gilles Leroy publie son douzième roman, Alabama Song, qui mêle éléments biographiques et imaginaires de la vie de Zelda Fitzgerald, dans ce que son éditeur nomme « son grand roman américain », et dans lequel l'auteur met l'accent sur la transgression qui, selon lui, est le mot clé du destin de cette femme au destin hors norme.
Pour cet ouvrage, Gilles Leroy figure dans la sélection 2007 des quatre grands prix littéraires français : le prix Goncourt, le prix Renaudot, le prix Femina et le prix Médicis. Il obtient le prix Goncourt, le plus prestigieux des prix littéraires, le 5 novembre 2007. À cette occasion, Bernard Pivot, de l'académie Goncourt, salue un auteur « au style flamboyant », tandis que Françoise Chandernagor, elle aussi membre du jury, se déclare enthousiasmée par la « qualité d’écriture extraordinaire » de Gilles Leroy. Quinze ans plus tard à l'occasion du prix Goncourt 2022, Gilles Leroy, qui vit près de la Ferté-Vidame en Eure-et-Loir, revient sur cette expérience unique et déclare « Il ne faut pas se prendre pour sa photo. Je ne confonds pas la personne publique et le moi profond, qui veut continuer à écrire. »
En 2009, il demande au pape de retirer ses propos sur l'inefficacité du préservatif, qui aggraverait selon lui la crise du SIDA, et obtient gain de cause en novembre 2010, lorsque le Souverain Pontife admet « dans certains cas l'utilité du préservatif ».
En 2011, il participe au festival littéraire international Metropolis bleu.

## Œuvre

### Romans, récits et nouvelles
- 1987 : Habibi, roman, (Michel de Maule)
- 1990 : Maman est morte, récit, (Michel de Maule) ; réédition Mercure de France, 1994, France Loisirs, 1997
- 1991 : Les derniers seront les premiers, nouvelles, (Mercure de France)
- 1992 : Madame X, roman, (Mercure de France)
- 1994 : Les Jardins publics, roman, (Mercure de France)
- 1996 : Les Maîtres du monde, roman, (Mercure de France)
- 1998 : Machines à sous, roman, (Mercure de France)
- 2000 : Soleil noir, roman, (Mercure de France)
- 2002 : L’Amant russe, roman, (Mercure de France)
- 2004 : Grandir, roman, (Mercure de France)
- 2005 : Champsecret, roman (Mercure de France)
- 2007 : Alabama Song, roman (Mercure de France) - Prix Goncourt 2007
- 2010 : Zola Jackson, roman (Mercure de France)
- 2012 : Dormir avec ceux qu'on aime, roman (Mercure de France)
- 2013 : Nina Simone, roman, (Mercure de France)
- 2014 : Le Monde selon Billy Boy, roman (Mercure de France)
- 2017 : Dans les westerns, roman (Mercure de France)
- 2019 : Le Diable emporte le fils rebelle,  (Mercure de France)
- 2021 :  Requiem pour la jeune amie, roman (Mercure de France)
- 2023 : Le Fils errant, roman (Mercure de France)
- 2024 : Monologue de la louve (Mercure de France)

### Écrits divers
- 1992 : Dévoyée !, nouvelle, d'après La traviata, collection « Opéra », (Hachette Filipacchi Médias)
- 1993 : André Gide voyage, préface au recueil André Gide, coll. « Biblos », (Gallimard)
- 1996-1997 : Mon héros préféré, 5 scénarios pour La Cinquième, (Héros scénarisés : Julien Sorel, Anna Karénine, Nana, Rastignac, Le baron de Charlus)
- 1999 : Tristan Corbière, hommage, dans Une bibliothèque d'écrivains (Éditions du Rocher)
- 2002 : « À propos de l'Amant russe, notes sur l'autobiographie », La Nouvelle Revue française, (Gallimard)
- 2008 : Eddy Wiggins, Le Noir et le Blanc, édition Naïve,  (ISBN 978-2-35021-119-0) ;
- 2016 : Le Château solitude, Grasset

### Théâtre
- 2005 : Le Jour des fleurs, un acte, in Mères et Fils, spectacle collectif (écrit notamment avec Chantal Thomas, René de Ceccatty et Catherine Lépront), créé au théâtre de Nice dans une mise en scène d'Alfredo Arias (Actes Sud-Papiers) ;
- 2011 : Ange Soleil, (Gallimard), coll. « Le Manteau d'Arlequin »

## Distinctions
- 1992 : Prix Nanterre de la nouvelle pour Les derniers seront les premiers.
- 1999 : Prix Valery-Larbaud pour Machines à sous
- 2004 : Prix Millepages, Prix Cabourg pour Grandir
- 2005 : Chevalier des Arts et des Lettres
- 2007 : Prix Goncourt pour Alabama Song
- 2008 : Prix Flaubert des lycéens pour Alabama Song
- 2010 : Prix Été du Livre pour Zola Jackson
- 2010 : Chevalier de l'Ordre national du Mérite
- 2014 : Prix de la ville de Deauville pour Nina Simone, roman
- 2015 : Prix Marcel Pagnol pour Le Monde selon Billy Boy[9]